# Pseudischnocampa nigrivena
Pseudischnocampa nigrivena là một loài bướm đêm thuộc phân họ Arctiinae, họ Erebidae.